# Sant'Eufemia d'Aspromonte
Sant'Eufemia d'Aspromonte est une commune italienne de la province de Reggio de Calabre, dans la région Calabre.

## Administration
| Période                                  | Période | Identité | Étiquette | Qualité |
| ---------------------------------------- | ------- | -------- | --------- | ------- |
|                                          |         |          |           |         |
| Les données manquantes sont à compléter. |         |          |           |         |

### Communes limitrophes
Bagnara Calabra, Melicuccà, San Procopio, Scilla, Sinopoli.

## Personnalités liées
- Vittorio Visalli (1859-1931), historien et écrivain.